# Бакинская область (Азербайджанская ССР)

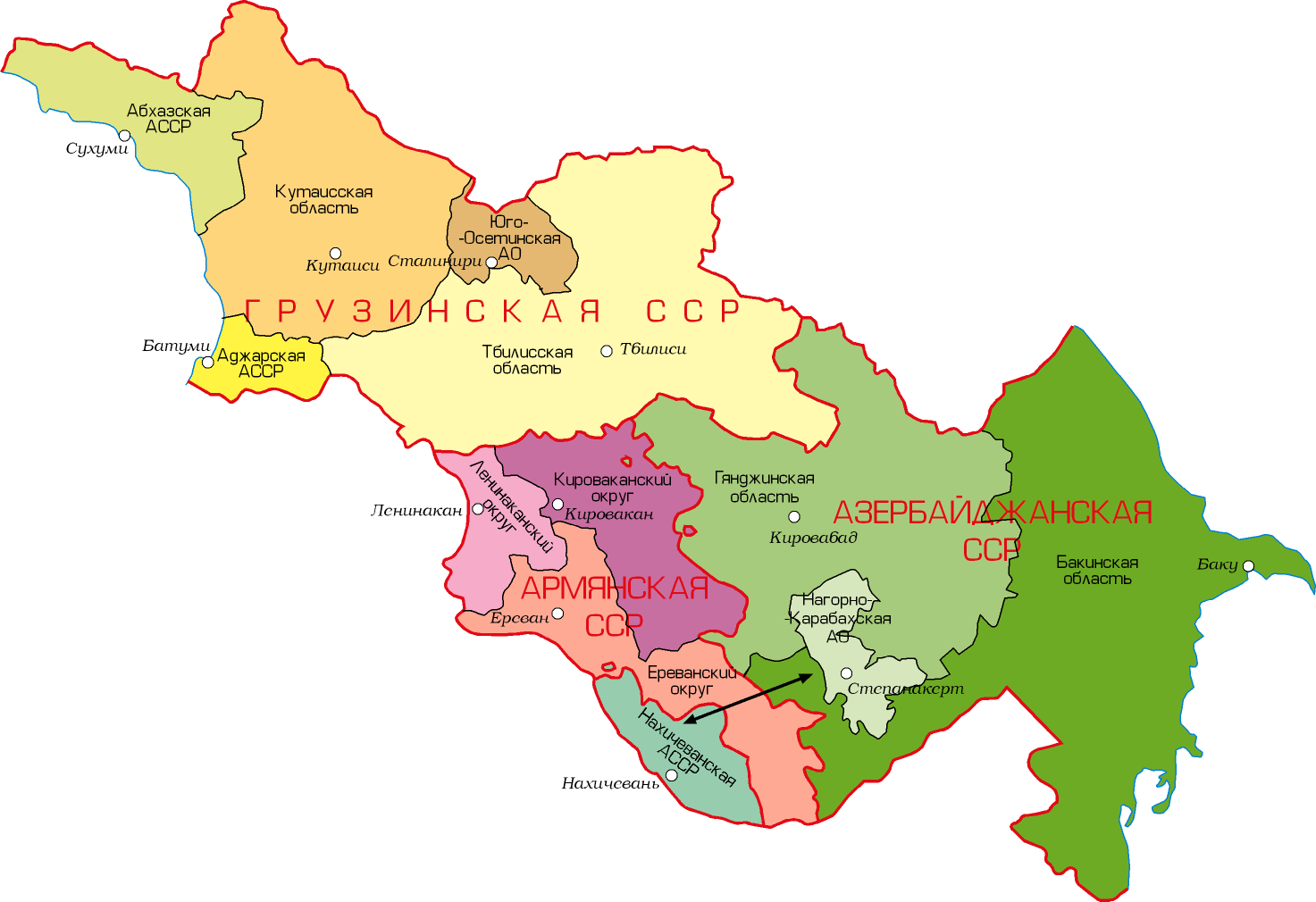
Карта административного устройства Закавказья в 1952—1953 гг.

Баки́нская область — административно-территориальная единица Азербайджанской ССР, существовавшая в 1952—1953 годах.

## Общие сведения
Административный центр — город Баку.
Бакинская область образована 3 апреля 1952 года вместе с Гянджинской областью в ходе эксперимента по введению областного деления внутри союзных республик Закавказья. 
Бакинская область располагалась в восточной части республики и делилась на 32 района: Али-Байрамлинский, Астаринский, Астрахан-Базарский, Ахсуинский, Джебраильский, Дивичинский, Ждановский, Зангеланский, Имишлинский, Исмаиллинский, Кази-Магомедский, Карягинский, Конахкендский, Кубатлинский, Кубинский, Кусарский, Кюрдамирский, Лачинский, Ленкоранский, Лерикский, Маразинский, Массалинский, Пушкинский, Саатлинский, Сабирабадский, Сальянский, Хачмасский, Хизинский, Хиллинский, Худатский, Шемахинский и Ярдымлинский.
Спустя 1 год эксперимент был признан неудачным, и область Указом Президиума Верховного Совета СССР от 23 апреля 1953 года упразднили.

## Руководство области[1]

### Исполнительный комитет Бакинского областного Совета
- 04.1952 — 04.1953 председатель Сеидов, Гасан Али оглы.

### Бакинский областной комитет КП(б) — КП Азербайджана
- 4.1952 — 4.1953 1-й секретарь Мир Теймур Якубов
- 4.1952 — 4.1953 2-й секретарь Джамал-Эддин Магомаев